# Distrito de Limatambo
El distrito de Limatambo es uno de los 9 distritos de la provincia de Anta, ubicada en el departamento del Cusco, bajo la administración el Gobierno regional del Cuzco, en el Perú. 
Desde el punto de vista de la jerarquía eclesiástica está comprendida en la Arquidiócesis del Cusco.

## Historia
Oficialmente, el distrito de Limatambo fue creado el 21 de junio de 1825 mediante decreto dado por el Libertador Simón Bolívar.
Durante el gobierno del alcalde Ing. Herben Rivera Álvarez,  se gestionó el reconocimiento por resolución de la Creación Política del Distrito de Limatambo, Provincia de Anta, Región Cusco ante el Congreso de la República.

## Geografía
La capital es el poblado de Limatambo, situado a 2 557 m s. n. m. El distrito es limítrofe con el departamento de Apurímac.

## Autoridades

### Municipales
- 2023 - 2026[3]
  - Alcalde: Enrique Quispe Quispe, de Movimiento Regional Inka Pachacutek.
  - Regidores:

  1. Alejandro Chahuillco Guzmán (Movimiento Regional Inka Pachacutek)
  2. Patricia Román Álvarez (Movimiento Regional Inka Pachacutek)
  3. Faustino Pinto Quispe(Movimiento Regional Inka Pachacutek)
  4. Rómulo Orellana Arana (Movimiento Regional Inka Pachacutek)
  5. Braulio Huamán Quispe(Partido Frente de la Esperanza)

Alcaldes anteriores
- 2019- 2022 Leonardo Vargas Garzón
- 2015-2018: Jesús Vargas Santos, de Alianza Popular
- 2011-2014 Herbert Rivera Álvarez

## Atractivos turísticos
Uno de los atractivos de este distrito son las ruinas de Tarawasi, ubicadas a pocos kilómetros del centro poblado del mismo nombre
Desde Tomacaya en Limatambo parte un camino inca hacia Machu Picchu pasando por el nevado Salkantay.